# Biserica „Sfântul Nicolae” din Vălcineț
Biserica „Sf. Nicolae” este o biserică amplasată în Vălcineț, raionul Călărași, Republica Moldova. Este un monument arhitectural de importanță națională inclus în Registrul monumentelor Republicii Moldova ocrotite de stat cu nr. 237 (raionul Călărași). Datează din 1819.